# Lokhvytsia
Lokhvytsia (en ukrainien : Лохвиця) ou Lokhvitsa (en russe : Лохвица) est une ville de l'oblast de Poltava, en Ukraine. Sa population s'élevait à 11 119 habitants en 2021.

## Géographie
Lokhvytsia est arrosée par la rivière Soukhal Lokhvytsia, qui se jette dans la Soula, au nord-est de la ville. Elle est située au nord de l'oblast, à mi-chemin entre Kiev à l'ouest (195 km) et Kharkiv à l'est (215 km). Elle se trouve à 127 km — 173 km par la route — au nord-ouest de Poltava, la capitale de l'oblast.

## Histoire
Le nom de la rivière Lokhvytsia et de la ville vient de l'ancien mot slave lokhve, qui signifie « saumon ». À l'époque de la principauté de Kiev, le territoire de la ville actuelle fait partie de la principauté de Pereïaslav. La date exacte de sa fondation est inconnue, mais elle est sans doute antérieure à 1320. En 1644, le droit de Magdebourg lui est accordé, donnant une large autonomie au conseil municipal, élu par les citoyens riches. Entre 1648 et 1658, Lokhvytsia accueille un régiment cosaque de Myrhorod et de 1658 à 1781 un régiment cosaque de Loubny. En 1781, Lokhvitsa — son nom russe — devient chef-lieu de l'ouÏezd du même nom faisant partie de la vice-province de Tchernigov. De 1796 à 1802, elle change brièvement son statut en ville défensive de la Petite Russie. Pendant la Seconde Guerre mondiale, Lokhvytsia est occupée par l'Allemagne nazie du 12 septembre 1941 au 12 septembre 1943. En 1942, au cours de cette occupation, 242 Juifs furent massacrés.
Le grand dépôt de gaz et de pétrole de Hlynsko-Rozbychiv (dans les raïons de Lokhvytsia et Hadiatch) fournit en pétrole et en gaz l'ensemble de l'oblast de Poltava et au-delà. Le pétrole de Poltava est de haute qualité, sa composition comprenant jusqu'à 55 pour cent d'huile légère et très peu de soufre. Le gaz naturel comprend près de 70 pour cent de propane-butane hautement inflammable, ce qui en fait une matière première recherchée par l'industrie chimique (produits de fibres chimiques et de matières plastiques).

## Population
Recensements (*) ou estimations de la population :
| 1638  | 1897* | 1959* | 1970*  | 1989*  | 2001*  | 2008   | 2009   | 2010   | 2011   |
| ----- | ----- | ----- | ------ | ------ | ------ | ------ | ------ | ------ | ------ |
| 3 325 | 8 911 | 8 946 | 10 998 | 13 549 | 12 389 | 11 955 | 11 965 | 11 962 | 11 965 |

## Éducation, culture
Le parc Sosnovi, classé.

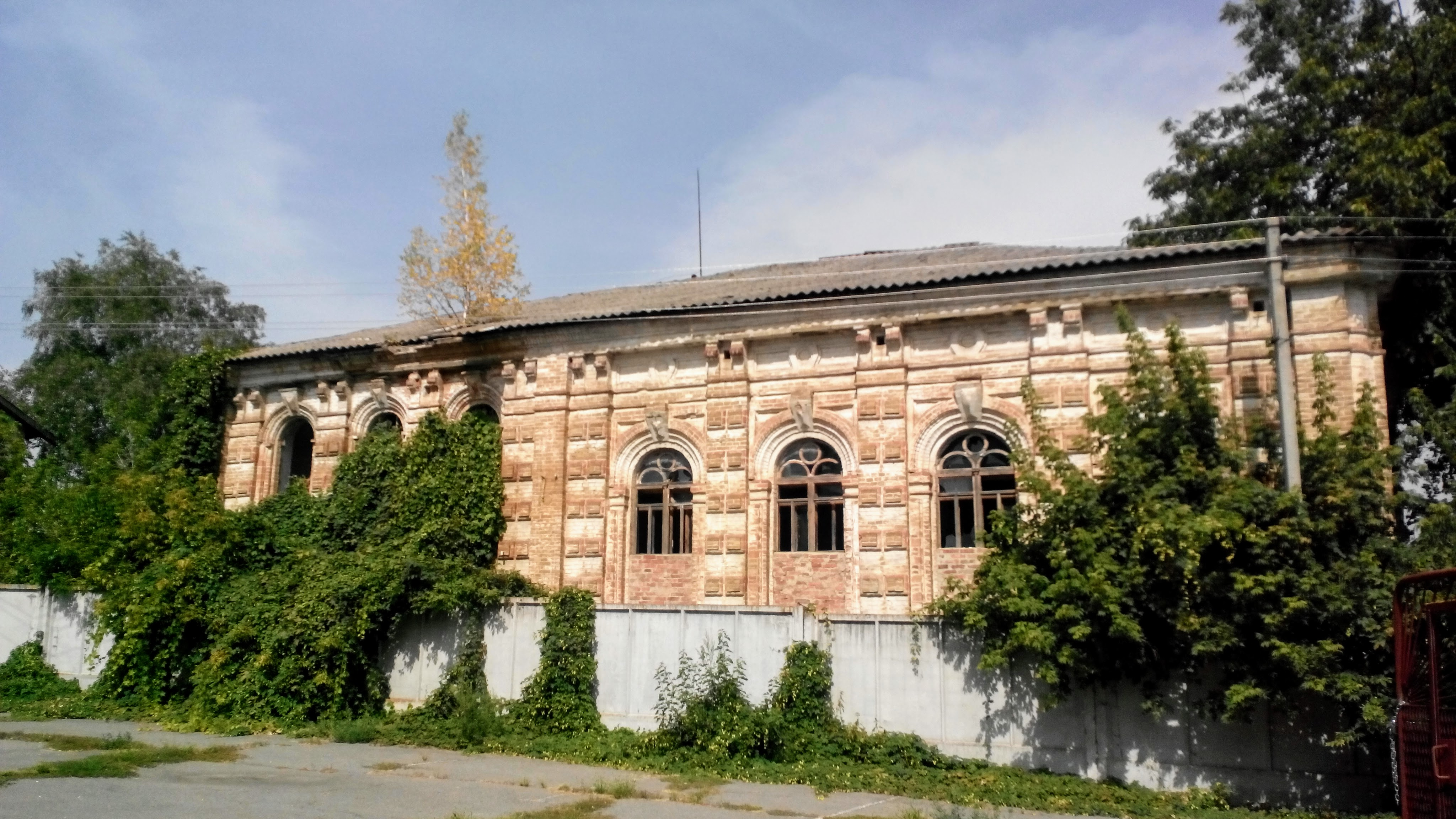
L'ancienne synagogue, classée[3],
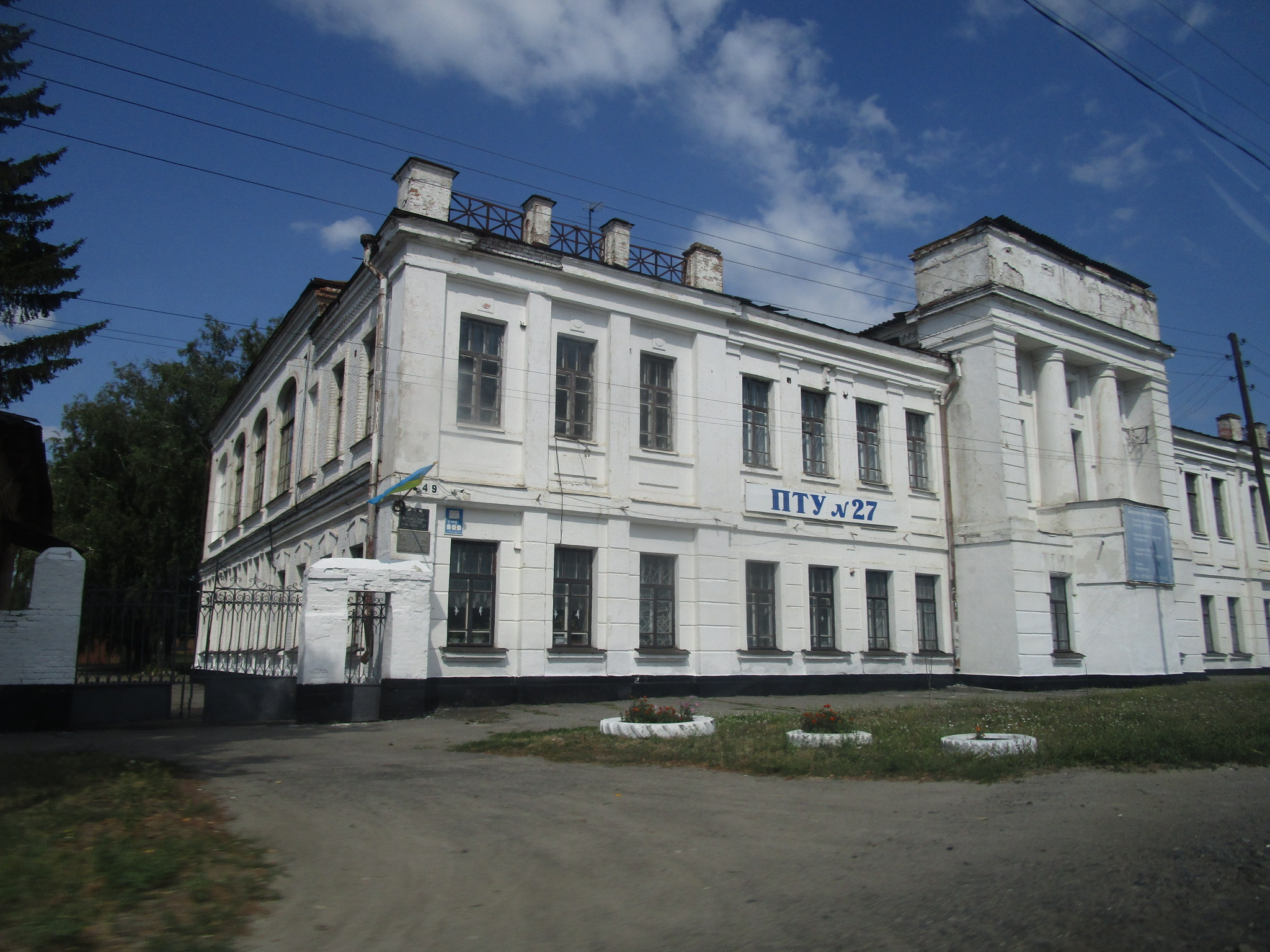
le gymnasium féminin, classé[4],
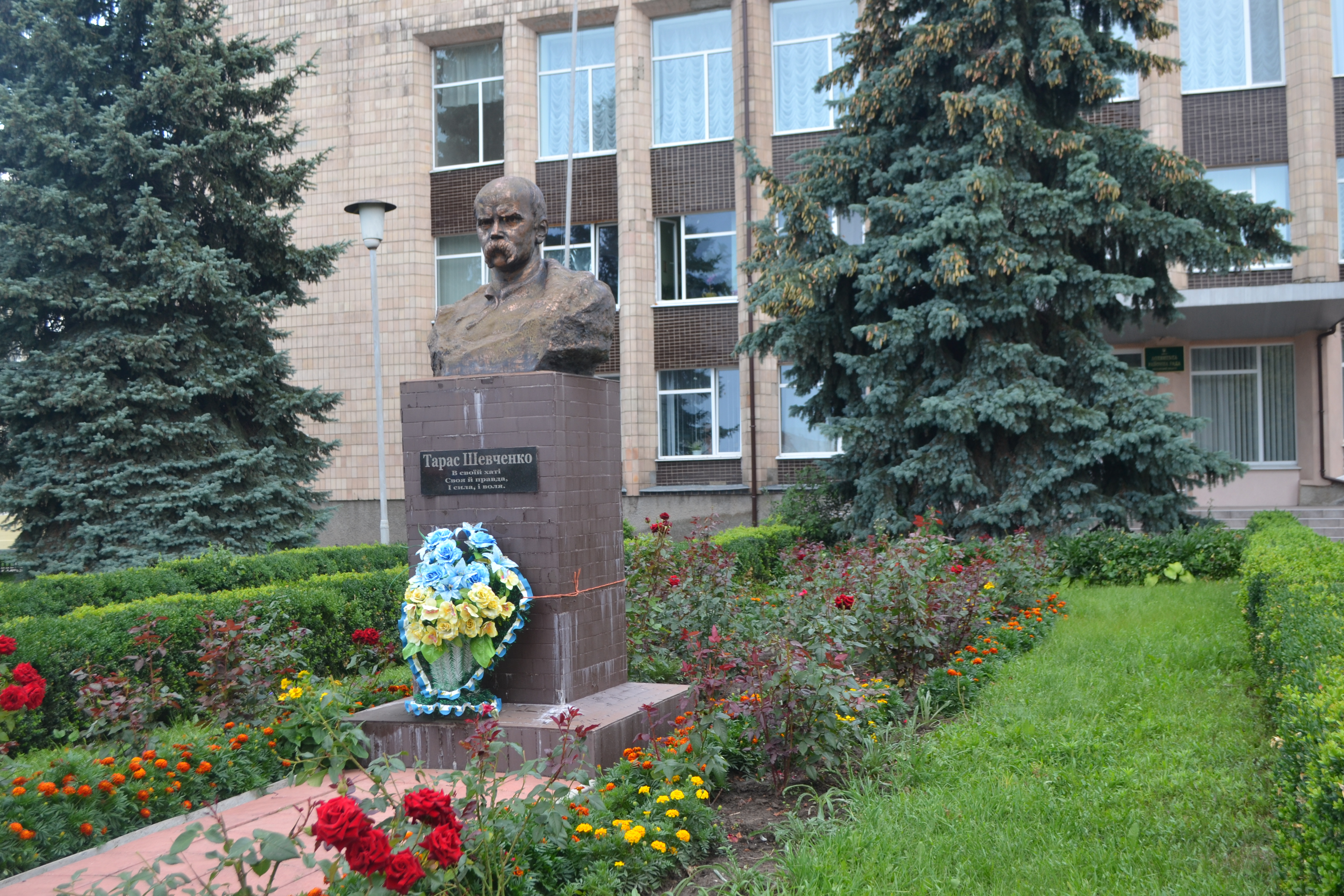
buste de Taras Chevtchenko, classé[5],
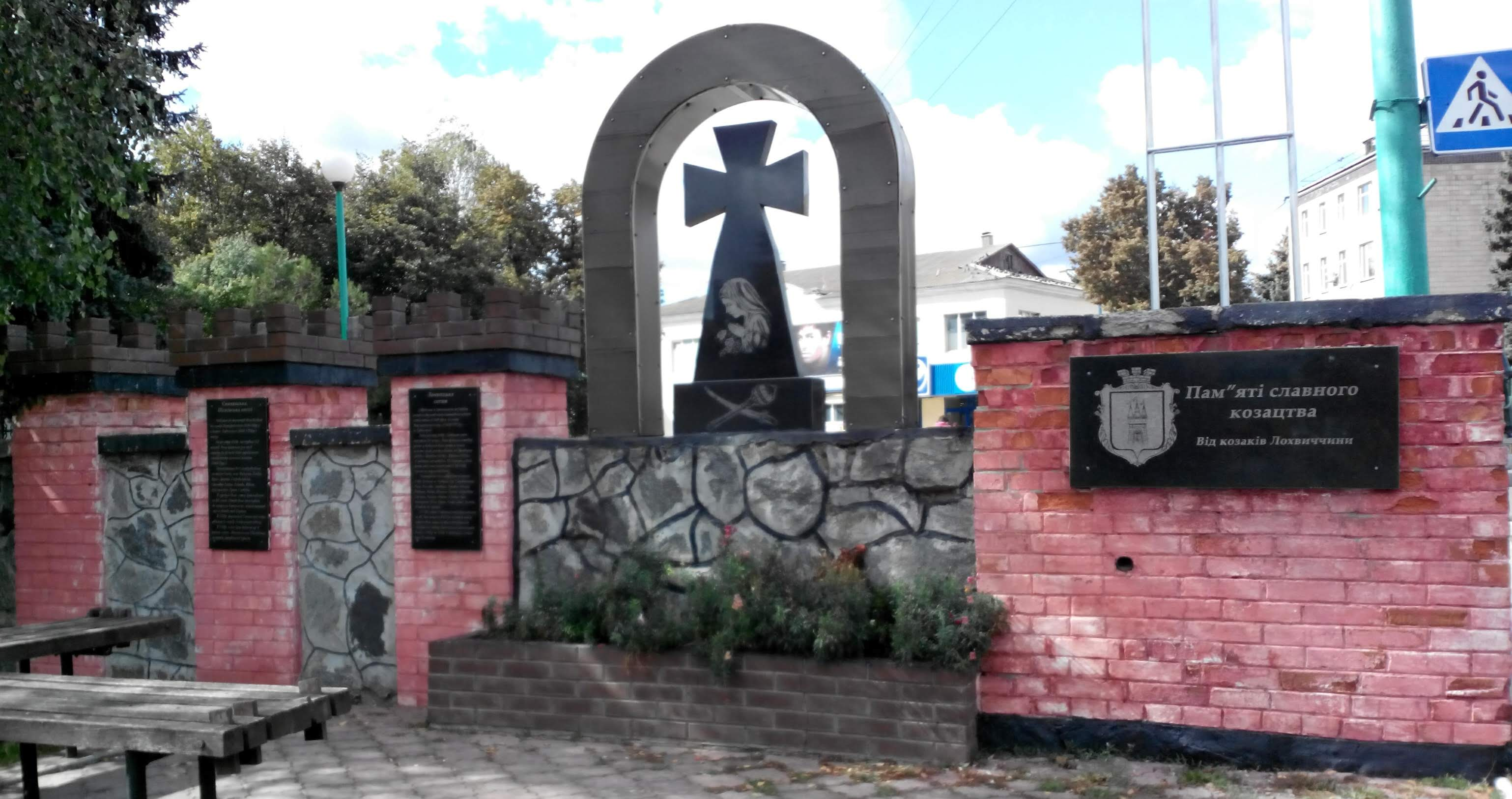
monument aux cosaques ukrainiens, classé[6],
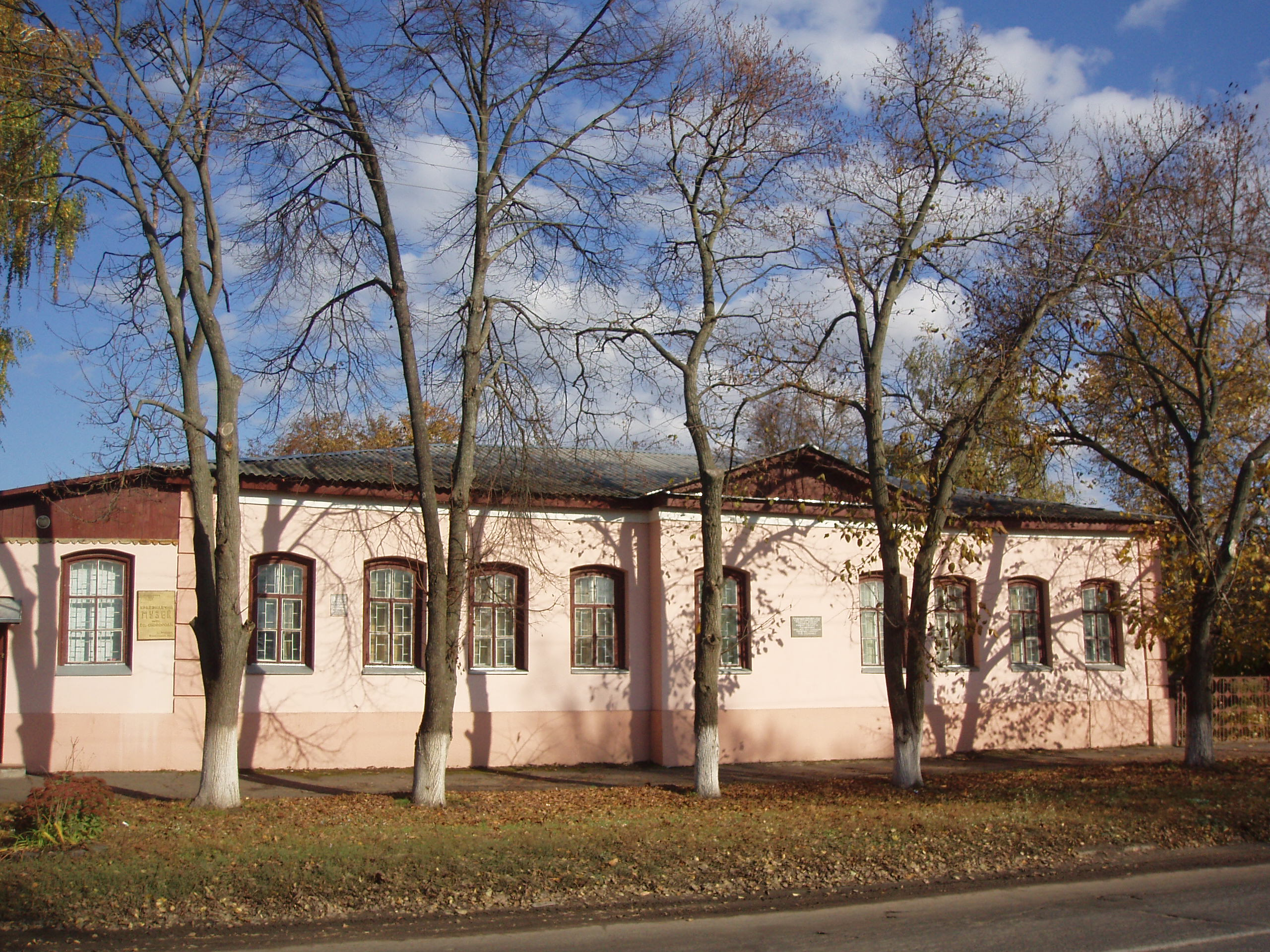
musée local d'histoire, classé[7].

## Personnalités
- Isaac Dounaïevski (1900-1955) : compositeur soviétique.